# Wilfred Ndidi
Onyinye Wilfred Ndidi, född 16 december 1996 i Lagos, är en nigeriansk fotbollsspelare som spelar för EFL Championship-klubben Leicester City.

## Klubbkarriär
I januari 2015 värvades Ndidi av Genk från Nath Boys Academy. Han debuterade för klubben i Jupiler League den 31 januari 2015 i en 1–0-förlust mot Charleroi.
I januari 2017 värvades Ndidi av Leicester City, där han skrev på ett kontrakt fram till sommaren 2022. Ndidi debuterade för klubben den 7 januari 2017 i en 2–1-vinst över Everton i tredje omgången av FA-cupen. Han debuterade i Premier League den 14 januari 2017 i en 3–0-förlust mot Chelsea.